# Chromodes armeniacalis
Chromodes armeniacalis är en fjärilsart som beskrevs av Achille Guenée 1854. Chromodes armeniacalis ingår i släktet Chromodes och familjen Crambidae. Inga underarter finns listade i Catalogue of Life.